# Pericallia concreta
Pericallia concreta là một loài bướm đêm thuộc phân họ Arctiinae, họ Erebidae.